# Carlos Álvarez (político)
Carlos Alberto «Chacho» Álvarez (Buenos Aires, 26 de diciembre de 1948), es un ex-político y docente argentino. Fue vicepresidente de Argentina durante parte de la gestión del presidente Fernando de la Rúa. Fue posteriormente elegido presidente de la Comisión de Representantes Permanentes del Mercosur.

## Biografía

### Primeros años
Nació en la Ciudad de Buenos Aires el 26 de diciembre de 1948 en una familia de clase media, hijo de un obrero gráfico español y una ama de casa. Sus comienzos en la política fueron en la CGT de los Argentinos, conducida por Raimundo Ongaro. Integró la organización política de derecha Juventud Argentina para la Emancipación Nacional (JAEN), que contó en sus filas con Rodolfo Galimberti y Carlos Grosso.
Sus estudios en la Universidad de Buenos Aires para formarse como licenciado en Historia, lo acercaron a la militancia estudiantil, donde fundó Fuerza para la Organización Revolucionaria Peronista (FORPE) en oposición al régimen militar encabezado por Juan Carlos Onganía, y el grupo “17 de noviembre”, ambas agrupaciones del peronismo revolucionario, aunque con ideas más pacíficas y serenas que otros grupos peronistas de la época.

### Carrera política y Frepaso
Su vida política tomó notoriedad y relevancia pública cuando, tras los indultos a los jefes militares otorgados por Carlos Saúl Menem en 1989, se alejó del Partido Justicialista junto al denominado Grupo de los 8, para terminar formando en 1993 el Frente Grande. El Frente Grande ganó notoriedad como partido opositor luego de que la imagen de la Unión Cívica Radical se viera afectada por el Pacto de Olivos.
El Frente Grande se unió a PAIS, partido de José Octavio Bordón, y formaron el FREPASO. Luego de celebrar internas abiertas, determinaron que concurrirían a las Elecciones presidenciales de 1995 en Argentina con Bordón como candidato a presidente y Álvarez como candidato a vice. La fórmula quedó en segundo lugar, desplazando a la Unión Cívica Radical al tercero.

### Vicepresidencia
En 1997 el FREPASO integró el frente electoral «Alianza», encabezado por la UCR, que llevaría a Álvarez a la vicepresidencia del país tras las elecciones de 1999, acompañando la postulación presidencial de Fernando de la Rúa, fórmula que triunfó con más del 48% de los votos frente al binomio justicialista Duhalde-Ortega. 
Renunció a su cargo el 6 de octubre de 2000, denunciando corrupción en la administración de De la Rúa y en el Senado nacional, escándalo conocido el de las coimas en el Senado, y por cinco años abandonó la función pública. La justicia posteriormente desestimó su denuncia.

### Actividad posterior a la vicepresidencia
En noviembre del 2005 el presidente Néstor Kirchner lo propuso para la presidencia del CRPM del Mercosur en reemplazo del saliente Eduardo Duhalde. Los otros países miembro del bloque aceptaron su designación, y fue oficialmente confirmado el 9 de diciembre del mismo año, junto con la incorporación de Venezuela.
Entre el 9 de diciembre de 2005 y el 9 de diciembre de 2009, ocupó el cargo de presidente de la Comisión de Representantes Permanentes del Mercosur.
En agosto de 2011, Álvarez fue elegido secretario general de la ALADI durante la XVI reunión del Consejo de Ministros de Relaciones Exteriores que se desarrolló en Montevideo. El 21 de agosto de 2014, fue reelegido al frente de la ALADI.
En enero de 2020, el presidente Alberto Fernández lo designó como Embajador argentino en Perú. Sin embargo, pese a ser confirmado por el Senado, en julio de ese año desistió del puesto motivado por la pandemia de COVID-19 y la posibilidad de contagiarse, siendo paciente de riesgo. Suele enmarcarse a Álvarez, al igual que a Alberto Fernández, en el ala socialdemócrata del peronismo.